# Новое (Орехово-Зуевский район)
Новое — деревня в Московской области. Входит в Орехово-Зуевский городской округ. Население — 3242 чел. (2021).

## География
Деревня Новое расположена в западной части Орехово-Зуевского района, примерно в 18 км к югу от города Орехово-Зуево. По северной окраине деревни протекает река Понорь. Высота над уровнем моря 124 м. В деревне 18 улиц. Ближайшие населённые пункты — деревни Запрудино, Смолёво и Ненилово.

## История

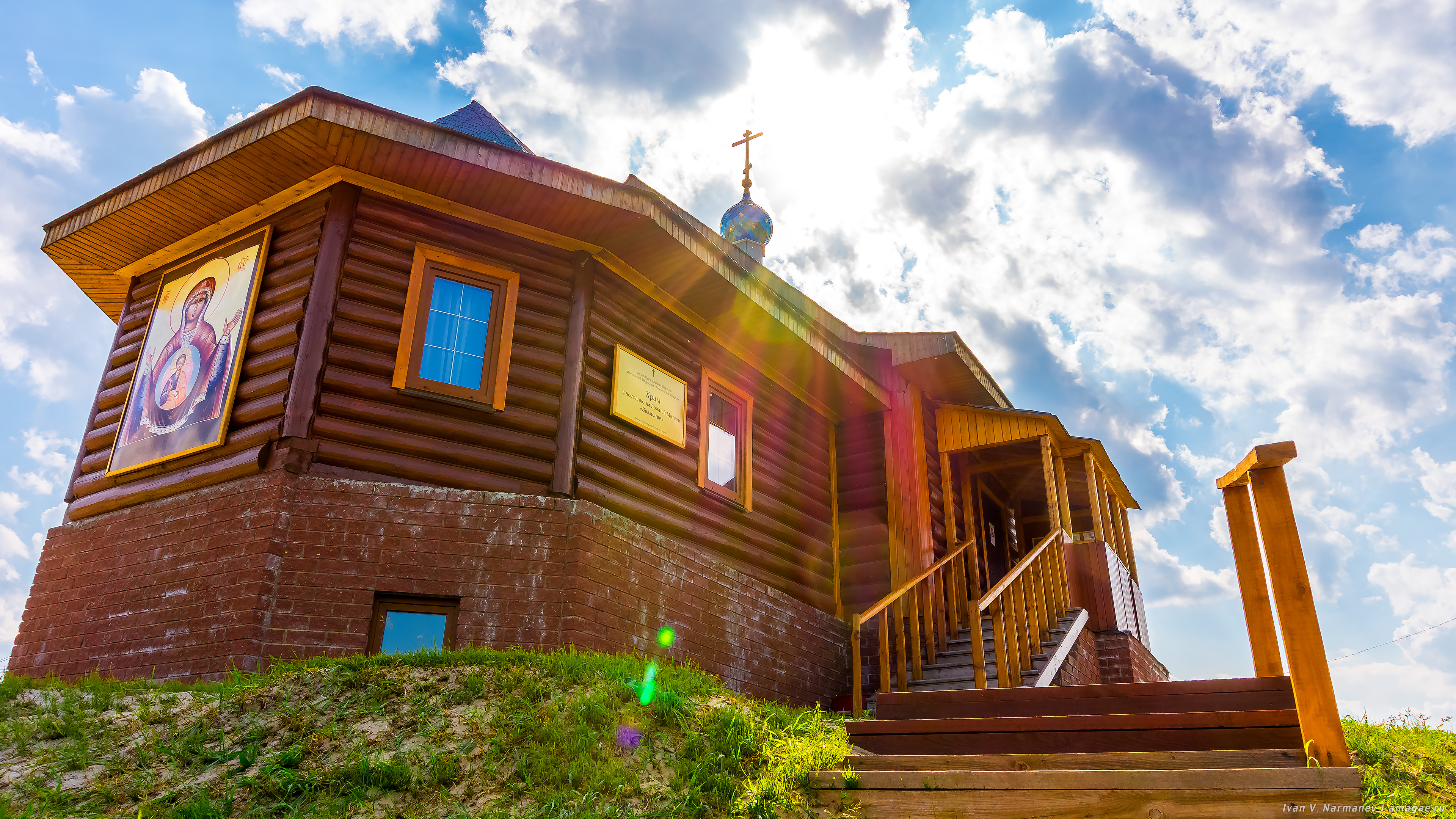
Храм в честь иконы Божией Матери «Знамение»

В 1926 году деревня являлась центром Новинского сельсовета Запонорской волости Орехово-Зуевского уезда Московской губернии, имелась школа и больница.
С 1929 года — населённый пункт в составе Куровского района Орехово-Зуевского округа Московской области, с 1930-го, в связи с упразднением округа, — в составе Куровского района Московской области. В 1959 году, после того как был упразднён Куровской район, деревня была передана в Орехово-Зуевский район.
До муниципальной реформы 2006 года Новое было центром Новинского сельского округа Орехово-Зуевского района.
В 2010 году по благословению митрополита Крутицкого и Коломенского Ювеналия был заложен фундамент под строительство нового храма. Ныне действующий храм расположен близ автомобильного моста через реку Понорь на въезде в деревню.
До 2018 года входила в состав сельского поселения Новинское.

## Население
В 1926 году в деревне проживало 940 человек (478 мужчин, 462 женщины), насчитывалось 320 хозяйств, из которых 75 было крестьянских. По переписи 2002 года — 2436 человек (1052 мужчины, 1384 женщины).
| 1926 | 2002  | 2006  | 2010  | 2021  |
| ---- | ----- | ----- | ----- | ----- |
| 940  | ↗2436 | ↘2160 | ↗2458 | ↗3242 |